# 奥尔良派
奥尔良派（法文：Orléaniste）是19世纪法国的一个政治标签，指支持奥尔良王朝的君主立宪制派人士。

## 演变
奥尔良主义存在三个不同阶段：
1. “纯粹的”奥尔良主义：由那些在1830年七月革命后支持路易·菲利普一世（1830-1848年）的宪政统治、支持自由温和思想的人组成。[2]
2. “融合主义”奥尔良主义：由纯粹的奥尔良主义者和那些在1883年香波伯爵亨利无子女去世后支持路易菲利普的孙子巴黎伯爵菲利普为继任者的正统主义者。[3]融合主义者比纯粹的奥尔良主义更保守。[4]
3. “进步的”奥尔良主义：大多数“融合主义者”在1890年代君主主义崩溃后加入温和的共和党，他们表现出进步和世俗的目标，[5]或加入天主教集会，如自由行动运动（Popular Liberal Action）。

## 反对派
奥尔良主义遭到另外两种君主主义派别的反对：1830年后忠于波旁王朝最年长分支的极端保守的正统派，以及支持拿破仑遗产及其继承人的波拿巴主义。

## 引用
1. ↑  . Herodote.net.   [2022-02-09]. （原始内容存档于2022-02-09） （法语）.
2. ↑  Broglie 2011，第464頁.
3. ↑  Poisson, Georges. Pygmalion , 编. . 2009: 316 （法语）.
4. ↑  Robert 1992，第39–40頁.
5. ↑  Rémond 1966，第163–169頁.